# Sportdocumentaire
Een sportdocumentaire is een non-fictieve speelfilm of documentaire, waarin een individuele sporter of sportploeg of meer delen van sport centraal staat. In een sportdocumentaire is het hoofdonderwerp het leven en/of een specifieke sportprestatie van een sporter of sportploeg. 

## Opkomst
Een registratie van een studentenroeiwedstrijd in 1905 in het noorden van Rotterdam wordt algemeen beschouwd als de eerste Nederlandse sportfilm. Op de beelden zijn de Delftse vereniging Laga, Nereus uit Amsterdam, Njord uit Leiden en het Utrechtse Triton te zien. De beelden zijn gemaakt op de Schie, nabij buurtschap Zweth. Na de opkomst van film in 1895 is dit de langst bewaarde filmopname van een sportactiviteit gemaakt in Nederland. Voor die tijd werden er ook al opnames gemaakt, maar deze zijn verloren gegaan. Zo zouden er in 1899 bewegende beelden zijn gemaakt van een wielerwedstrijd tussen Mathieu Cordang en Jean Fischer.

## Voorbeelden sportdocumentaires

### Voor 2000
- Sallie Gardner at a Gallop, een Amerikaanse sportdocumentaire uit 1878, na montage van 20 foto's van een galopperend paard wordt dit gezien als documentaire.
- When We Were Kings, een Amerikaanse sportdocumentaire uit 1996 over het gevecht tussen boksers Muhammad Ali en George Foreman in Zaïre in 1974.
- The Endles Summer, een Amerikaanse sportdocumentaire uit 1966 waarin surfers Mike Hynson en Robert August worden gevolgd.
- Treize jours en France, een Franse sportdocumentaire uit 1968 over de Olympische Winterspelen in Grenoble.
- Pumping Iron, een Amerikaanse sportdocumentaire uit 1977 over de voorbereidingen van Arnold Schwarzenegger, Lou Ferrigno en Franco Columbu op de competitie 1975 Mr Olympia.

### 2000-2020
- Ajax: Daar hoorden zij engelen zingen, een Nederlandse sportdocumentaire uit 2000 over Ajax in het seizoen 1999/2000.
- Het verboden elftal, een Deense sportdocumentaire uit 2003 over het Tibetaans en het Groenlands voetbalelftal.
- Johan Cruijff: En un momento dado, een Nederlandse sportdocumentaire uit 2004 over de periode dat Johan Cruijff voor FC Barcelona speelde.
- Goud, een Nederlandse sportdocumentaire uit 2006 over het Nederlands dameshockeyteam in aanloop naar en tijdens het WK 2006.
- Senna, een Engelse sportdocumentaire uit 2010 over het leven en de dood van de Braziliaanse drievoudig Formule 1-kampioen Ayrton Senna.
- Retour, een Nederlandse sportdocumentaire uit 2013 over het revalidatieproces van de profwielrenner Wout Poels.
- Nieuwe Helden, een Nederlandse sportdocumentaire uit 2014 waarin de Nederlandse wielerploeg Argos-Shimano gevolgd wordt tijdens de Ronde van Frankrijk 2013.
- VDB. Ik ben God niet, een Belgische sportdocumentaire uit 2019 over het leven van Frank Vandenbroucke.
- Formula 1: Drive to Survive, een sportdocumentaireserie uit 2019 tot en met 2023, die een kijkje geeft achter de schermen van de Formule 1.

### 2021-heden
- Força Koeman, een Nederlandse sportdocumentaireserie uit 2021 over Ronald Koeman als trainer van FC Barcelona.
- Het Scheldepeloton, een Belgische sportdocumentaire uit 2021 over een groep van zes vrienden en hun weg om wielerprof te worden.
- Patrick Lefevere. Godfather van de koers, een Belgische sportdocumentaire uit 2023 over Patrick Lefevere.
- Rugby Sevens, de weg naar Parijs 2024, een Belgische sportdocumentaire uit 2023 over de BelSevens.
- Missie medaille, een Belgische sportdocumentaire uit 2024 over Belgische atleten op de Olympische Spelen 2024.